# Förhorning
Förhorning kallas fenomenet när cellulosafibrers fibriller binder till varandra. Det förekommer under torkning och vid hög temperatur och resulterar bland annat i försämrad förmåga att ta upp vatten.